# 小城市立三日月中学校
小城市立三日月中学校（おぎしりつ みかつきちゅうがっこう）は佐賀県小城市三日月町長神田にある市立中学校。

## 概要
歴史
1947年（昭和22年）創立。数回の改組・改称を経て、現校名になったのは2005年（平成17年）。2022年（令和4年）には創立75周年を迎えた。
校訓
「若竹、克己、叡知、至誠」
校章
3つの「カ」（ミカ=三日）を図案化して組み合わせ、中央に「中」の文字を置いている。
校歌
1955年（昭和30年）に制定。作詞は高田保馬、作詞は信時潔による。歌詞は4番まであり、1番の歌詞中に校名の「三日月」が登場する。
通学区域
住所表記で「小城市」の後に「三日月町」が続く地域。
中学校区は小城市立三日月小学校。

## 沿革
前史
- 1932年（昭和7年）- 三日月尋常高等小学校から高等科が分離し、「三日月公民学校」として独立。
- 1935年（昭和10年）- 青年学校令により、「三日月青年学校」に改称。
  - 後に、「三日月高等実業青年学校」に改称。

正史
- 1947年（昭和22年）
  - 4月 - 江頭頼四郎が初代校長に任命される。
  - 5月1日 - 学制改革により、新制中学校「三日月村立三日月中学校」が発足。
  - 5月3日 - 開校。校舎は旧・三日月青年学校の校舎を使用。ただし、校舎不足のため三日月小学校より2教室を借用。
    - 9学級363名でのスタート。旧制・三日月高等実業青年学校を年度末まで併置・存続。

  - 5月31日 - 校章を制定。
  - 12月 - 三日月村立小・中学校校舎が完成。
- 1948年（昭和23年）3月31日 - 三日月村立高等実業青年学校を廃止。
- 1953年（昭和28年）10月 - 新校舎（普通教室）が完成し、移転を完了。
- 1954年（昭和29年）
  - 7月 - 新校舎（管理室・特別教室）が完成し、移転を完了。
  - 9月 - 運動場を整備。
- 1955年（昭和30年）3月 - 校歌と校旗を制定。
- 1956年（昭和31年）10月 - 図書館を設置。
- 1958年（昭和33年）9月 - 家庭科教室が完成。
- 1962年（昭和37年）12月 - 技術科教室が完成。
- 1964年（昭和39年）3月	- 女子制服を制定。
- 1967年（昭和42年）
  - 1月 - 完全給食を実施。
  - 4月 - 校門を設置。
- 1968年（昭和43年）9月 - プールが完成。
- 1969年（昭和44年）
  - 1月1日 - 町制実施により、「三日月町立三日月中学校」と改称。
  - 4月1日 - 特殊学級を新設。
- 1971年（昭和46年）
  - 5月 - 体育部室を設置。
  - 6月 - 生徒相談室を設置。
- 1980年（昭和55年）9月 - 武道場が完成。
- 1981年（昭和56年）3月 - テニスコートを新設。
- 1984年（昭和59年）
  - 8月 - 運動場を整備。
  - 9月 - 学級園を新設。
- 1985年（昭和60年）
  - 7月 - 焼釜を設置。
  - 8月 - 柔道部、全国中学校柔道大会（北海道）に出場。
- 1987年（昭和62年）5月 - 三日月町育友会が小学校と中学校に分離。
- 1993年（平成5年）10月 - 新技術・家庭科室が完成。
- 1998年（平成10年）8月 - 兵庫県三日月町との交流会を実施。
- 2002年（平成14年）9月 - 部室が完成。
- 2005年（平成17年）3月1日 - 市町合併により、「小城市立三日月中学校」（現校名）に改称。

## 交通
最寄りの鉄道駅
- JR九州 唐津線「小城駅」

最寄りのバス停留所
- 昭和バス 「三津」バス停

最寄りの幹線道路
- 佐賀県道212号川上牛津線 「三日月小学校東」交差点

## 周辺
- 小城市立三日月小学校
- 小城市立三日月幼稚園
- 妙勝寺